# ラーゴリ
ラーゴリ（イタリア語: Ragoli）は、イタリア共和国トレンティーノ＝アルト・アディジェ州トレント自治県トレ・ヴィッレにある分離集落（フラツィオーネ）。
かつては独立した自治体（コムーネ）であったが、2016年1月1日、モンターニェ、プレオーレと合併し、新自治体の一部となった。

## 地理

### 位置・広がり

#### 隣接コムーネ
コムーネとしてのラーゴリは、以下のコムーネと隣接していた。
- トゥエンノ
- ディマーロ
- ピンツォーロ
- モルヴェーノ
- サン・ロレンツォ・イン・バナーレ
- ステーニコ
- モンターニェ
- プレオーレ
- ティオーネ・ディ・トレント
- ブレッジョ・インフェリオーレ

## 姉妹都市
- Taliándörögd、ハンガリー 2005年